# Nogometni Klub Jedinstvo Bihać
Il Nogometni Klub Jedinstvo Bihać è una società calcistica della Bosnia ed Erzegovina con sede a Bihać. Fondato nel 1919, milita nella Prva Liga FBiH, la seconda serie del campionato di calcio bosniaco.

## Statistiche e record

### Statistiche nelle competizioni UEFA
Tabella aggiornata alla fine della stagione 2023-2024.
| Competizione         | Partecipazioni | G | V | N | P | RF | RS |
| -------------------- | -------------- | - | - | - | - | -- | -- |
| Coppa Intertoto UEFA | 1              | 4 | 1 | 0 | 3 | 5  | 6  |

## Palmarès

### Competizioni nazionali
- Republička liga Bosne i Hercegovine: 2

1973-1974, 1978-1979
- Prva liga Federacija Bosne i Hercegovine: 1

2004-2005

### Altri piazzamenti
- Prva liga Federacije Bosne i Hercegovine:

Secondo posto: 2013-2014
Terzo posto: 2003-2004

## Organico

### Rosa 2024-2025
Dati aggiornati al 15 aprile 2025.
| N. |                                 | Ruolo | Calciatore               |
| -- | ------------------------------- | ----- | ------------------------ |
| 1  | Bosnia ed Erzegovina (bandiera) | P     | Imran Bilić              |
| 12 | Serbia (bandiera)               | P     | Mladen Milošević         |
| 2  | Brasile (bandiera)              | D     | João Carlos Farias       |
| 3  | Nigeria (bandiera)              | D     | Franklin Ogboke          |
| 13 | Bosnia ed Erzegovina (bandiera) | D     | Dino Mizić               |
| 15 | Bosnia ed Erzegovina (bandiera) | D     | Mladen Zgonjanin         |
| 17 | Serbia (bandiera)               | D     | Ognjen Obradov           |
| 26 | Bosnia ed Erzegovina (bandiera) | D     | Amir Hadrović (capitano) |
| 27 | Bosnia ed Erzegovina (bandiera) | D     | Adin Paro                |
| 8  | Bosnia ed Erzegovina (bandiera) | C     | Benjamin Kurić           |
| 10 | Bosnia ed Erzegovina (bandiera) | C     | Amar Smailović           |
| 18 | Bosnia ed Erzegovina (bandiera) | C     | Dejan Zarić              |

| N. |                                 | Ruolo | Calciatore           |
| -- | ------------------------------- | ----- | -------------------- |
| 20 | Argentina (bandiera)            | C     | Juan José Fontemachi |
| 25 | Bosnia ed Erzegovina (bandiera) | C     | Mateo Božić          |
| 28 | Bosnia ed Erzegovina (bandiera) | C     | Amar Tahrić          |
| 6  | Bosnia ed Erzegovina (bandiera) | A     | Elmir Šehić          |
| 7  | Bosnia ed Erzegovina (bandiera) | A     | Edis Husović         |
| 9  | Bosnia ed Erzegovina (bandiera) | A     | Kenan Salkanović     |
| 14 | Bosnia ed Erzegovina (bandiera) | A     | Irman Dizdarić       |
| 16 | Colombia (bandiera)             | A     | Steven Marriaga      |
| 23 | Bosnia ed Erzegovina (bandiera) | A     | Mateja Božić         |